# 科荷馬鱷屬
科荷馬鱷屬（學名：Coahomasuchus）是堅蜥目鍬鱗龍科的一屬，化石發現於德州的Dockum群，地質年代為三疊紀晚期的卡尼階晚期。與其他堅蜥類相比，科荷馬鱷的體型較小，身長小於1公尺。科荷馬鱷的背部鱗甲平坦，缺乏其他堅蜥類的鱗甲長刺。科荷馬鱷的外表類似其近親堅蜥。

## 外部連結
- 科荷馬鱷 - Palaeos